# Río Avión
El Avión es un río del interior de la península ibérica, afluente del Valdavia. Discurre por la provincia española de Palencia.

## Descripción
El río nace en la provincia de Palencia y discurre en dirección noroeste-sureste. Tras dejar a ambos lados de su curso, relativamente recto, localidades como Tabanera de Valdavia y Ayuela, termina desembocando en el río Valdavia junto a Renedo de Valdavia. A mediados del siglo XIX era hogar de truchas y cangrejos. Aparece descrito en el tercer volumen del Diccionario geográfico-estadístico-histórico de España y sus posesiones de Ultramar de Pascual Madoz de la siguiente manera:

AVION: r. en la prov. de Palencia, part. jud. de Saldaña: tiene su origen en una caudalosa fuente, llamada Perennal, que brota en medio de un valle, á 1/8 leg. N. de la v. de Tabanera. Su curso en lo general es recto, si bien variado en algunos puntos con pequeñas curvaturas: se dirige de N. á S. por espacio de 1 1/2 leg., atravesando por el térm. de Tabanera muy inmediato á la pobl. que queda á su márg. der.; fertiliza sus campos y vega, donde tiene 1 puente, que como los demás de que se hará mencion, está fabricado de maderas y sin la debida solidez, por cuya circunstancia se ve arrollado en las fuertes avenidas; entra despues en el térm. de Ayuela, donde tiene 3 puentes; cruza el de Mazuelas con otro del mismo material y ligereza que los anteriores; aqui se le reunen los arroyos llamados Rabanillo y Renedo de Valdavia, en cuyas inmediaciones y al E. de su pobl., confluye en el r. de este último nombre: aunque escaso de corriente, su caudal es perenne, dando movimiento á 2 molinos harineros de mala construccion y de 2 piedras, y á 1 de aceite de linaza. Se crian en él pequeñas pero muy esquisitas truchas, y considerable porcion de cangrejos en los térm. de Tabanera y Ayuela.
(Madoz, 1846, p. 187)

Perteneciente a la cuenca hidrográfica del Duero, sus aguas terminan vertidas en el océano Atlántico.